# Ivezići
Ivezići (Servisch cyrillisch Ивезићи) is een plaats in de Servische gemeente Prijepolje. De plaats telt 170 inwoners (2002).